# Поглед кроз уво
„Поглед кроз уво” је југословенски кратки филм из 1966. године. Режирао га је Александар Обреновић који је написао и сценарио.

## Улоге
| Глумац           | Улога |
| ---------------- | ----- |
| Милутин Бутковић |       |
| Никола Симић     |       |